# Dilophus pictus
Dilophus pictus är en tvåvingeart som beskrevs av Ignaz Rudolph Schiner 1868. Dilophus pictus ingår i släktet Dilophus och familjen hårmyggor.
Artens utbredningsområde är Colombia. Inga underarter finns listade i Catalogue of Life.